# Beta-Binomialverteilung
Die Beta-Binomialverteilung ist eine spezielle Wahrscheinlichkeitsverteilung in der Stochastik. Sie zählt zu den diskreten Wahrscheinlichkeitsverteilungen und ist univariat. Sie kann als eine Art Verallgemeinerung der Binomialverteilung angesehen werden, da in dieser die Wahrscheinlichkeit von {\displaystyle x} Erfolgen auf {\displaystyle n} bei gegebener Wahrscheinlichkeit eines Einzelerfolges angegeben wird, während in der Beta-Binomialverteilung die Erfolgswahrscheinlichkeit nur ungenau bekannt ist und durch eine Betaverteilung B(a,b) beschrieben wird. Es handelt sich somit um eine Mischverteilung.
Die Beta-Binomialverteilung hat drei Parameter: n, a, b.

## Definition

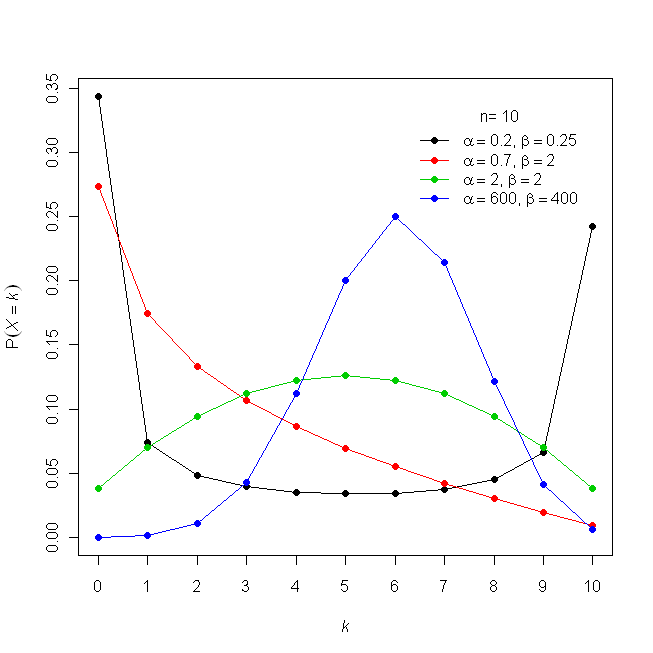
Die Wahrscheinlichkeitsfunktion der Beta-Binomialverteilung für unterschiedliche Parameter

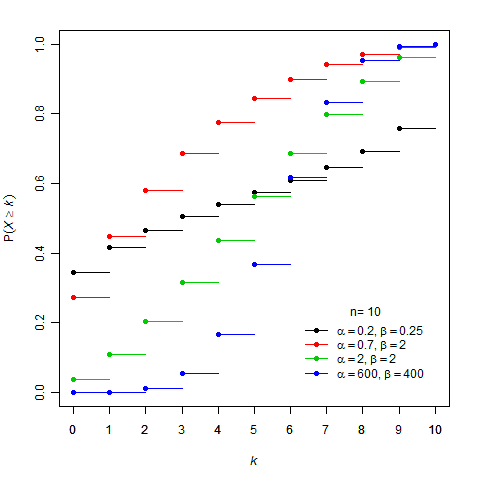
Die Verteilungsfunktion der Beta-Binomialverteilung für unterschiedliche Parameter

Eine Zufallsvariable {\displaystyle X} hat eine Beta-Binomialverteilung mit den Parametern {\displaystyle n\in \mathbb {N} _{0}}, {\displaystyle a>0} und {\displaystyle b>0}, in Zeichen {\displaystyle X\sim BeB(n,a,b)}, wenn sie für alle {\displaystyle x} aus dem Träger {\displaystyle \{0,1,\ldots ,n\}} die Wahrscheinlichkeitsfunktion
{\displaystyle P(X=x)={n \choose x}{\frac {\mathrm {B} (a+x,b+n-x)}{\mathrm {B} (a,b)}}}
hat, wobei {\displaystyle \mathrm {B} } die Betafunktion ist.

### Konstruktion
Ist {\displaystyle f(x|p,n)} die Wahrscheinlichkeitsfunktion der Binomialverteilung und {\displaystyle b(p|a,b)} die Dichte der Beta-Verteilung, so berechnet sich die Wahrscheinlichkeitsfunktion der Mischverteilung als
{\displaystyle P(X=x)=M(x|n,a,b)=\int _{0}^{1}f(x|p,n)b(p|a,b)dp}.
Das Integral entspricht genau der obigen Wahrscheinlichkeitsfunktion.

### Alternative Darstellung
Alternativ lässt sich die Wahrscheinlichkeitsfunktion auch darstellen als
{\displaystyle P(X=x)=C{n \choose x}\Gamma (a+x)\Gamma (b+n-x).}
Dabei ist die Konstante C eine Normierungskonstante und wird folgendermaßen berechnet:
{\displaystyle C={\frac {\Gamma (a+b)}{\Gamma (a)\Gamma (b)\Gamma (a+b+n)}}}
Dabei ist {\displaystyle \Gamma } die Gammafunktion.

## Eigenschaften

### Erwartungswert
Der Erwartungswert hängt von allen drei Parametern ab:
{\displaystyle E(X)=n{\frac {a}{a+b}},}

### Varianz
Die Varianz ist:
{\displaystyle Var(X)=n{\frac {ab}{(a+b)^{2}}}{\frac {a+b+n}{a+b+1}}.}

### Schiefe
Die Schiefe wird angegeben mit
{\displaystyle \operatorname {v} (X)=(a+b+2n){\frac {b-a}{a+b+2}}{\sqrt {\frac {1+a+b}{nab(n+a+b)}}}}

### Wahrscheinlichkeitserzeugende Funktion
Die wahrscheinlichkeitserzeugende Funktion der Beta-Binomialverteilung ist
{\displaystyle m_{X}\left(t\right)={_{2}F_{1}}\left(-n,a;a+b;1-t\right)\!}.
Hierbei ist {\displaystyle _{2}F_{1}} die gaußsche hypergeometrische Funktion.

### Charakteristische Funktion
Durch Substitution folgt daraus die charakteristische Funktion:
{\displaystyle \varphi _{X}\left(t\right)={_{2}F_{1}}\left(-n,a;a+b;1-e^{it}\right)\!}.

### Momenterzeugende Funktion
Damit ist die momenterzeugende Funktion
{\displaystyle M_{X}\left(t\right)={_{2}F_{1}}\left(-n,a;a+b;1-e^{t}\right)\!}.

## Spezialfälle
Falls {\displaystyle a=1} und {\displaystyle b=1}, dann handelt es sich um eine diskrete Gleichverteilung mit {\displaystyle P(X=x)={\tfrac {1}{n+1}}}, da der Träger {\displaystyle n+1} Werte beinhaltet.

## Anwendungsbereiche
Die Beta-Binomialverteilung wird typischerweise in Fällen angewendet, bei denen man üblicherweise eine Binomialverteilung benutzen würde, aber nicht davon ausgehen kann, dass alle Einzelereignisse dieselbe Wahrscheinlichkeit haben einzutreten, sondern diese Wahrscheinlichkeiten mehr oder minder glockenförmig um einen Wert liegen.
Will man zum Beispiel wissen, wie viele Glühlampen innerhalb der nächsten 12 Monaten ausfallen werden, geht aber davon aus, dass die Wahrscheinlichkeit eines Ausfalls einer Glühlampe zwischen verschiedenen Lieferkartons abweicht, dann ist eine Beta-Binomialverteilung angebracht.
Empirisch kann man vermuten, mit einer Beta-Binomialverteilung zu tun zu haben, obwohl man eher an ein Binomialmodell denken würde, falls die Daten mehr streuen als von der Binomialverteilung vorgesehen.

## Beispiel

### Modell in der bayesschen Statistik
Eine Urne enthält eine unbekannte Anzahl von Bällen, von denen man aus anderen Stichproben weiß, dass der Anteil roter Bälle von einer Betaverteilung {\displaystyle B(a,b)} beschrieben wird.
Es sollen n-mal Bälle gezogen werden (mit Zurücklegen). Die Wahrscheinlichkeit, dass x-mal ein roter Ball gezogen wird, ist in der Beta-Binomialverteilung {\displaystyle BeB(n,a,b)}.

### Zahlenbeispiel
Ausgehend von einer kompletten Unwissenheit der apriori Verteilung, die mit einer {\displaystyle Beta(1,1)} beschrieben wird (Alternativen sind z. B. {\displaystyle Beta({\tfrac {1}{2}},{\tfrac {1}{2}})}), wird eine „Vorstudie“ mit einer Ziehung (mit Wiederholung) von 15 Bällen organisiert. Einer dieser Bälle ist rot. Somit wird die a posteriori Verteilung mit der {\displaystyle Beta(1+1,1+14)=Beta(2,15)} beschrieben.
Die eigentliche „Studie“ sieht eine Ziehung von 40 Bällen vor. Gefragt ist die Wahrscheinlichkeit, dass genau zwei Mal ein roter Ball gezogen wird.
Da in dieser zweiten Ziehung die Wahrscheinlichkeit {\displaystyle P(X=x)} jene einer {\displaystyle BeB(40,2,15)} ist, lässt sie sich wie folgt berechnen:
{\displaystyle P(X=2,n=40,a=2,b=15)=C{40 \choose 2}\Gamma (2+2)\Gamma (15+40-2)},
wobei
{\displaystyle C={\frac {\Gamma (2+15)}{\Gamma (2)\Gamma (15)\Gamma (2+15+40)}}}
und da {\displaystyle {40 \choose 2}=780} und außerdem allgemein {\displaystyle \Gamma (k)=(k-1)!\,} ist, erhält man
{\displaystyle {\begin{aligned}P(X=2|n=40,a=2,b=15)&={\frac {16!}{1\cdot 14!\cdot 56!}}(780\cdot 6\cdot 52!)\\&=780\cdot 6\cdot {\frac {16!}{14!}}\cdot {\frac {54!}{56!}}={\frac {780}{53}}\cdot {\frac {6}{54}}\cdot {\frac {15}{55}}\cdot {\frac {16}{56}}\\&={\frac {260}{53}}\cdot {\frac {2}{77}}=0{,}12741975=12{,}74\,\%.\end{aligned}}} 

Die im Beispiel benutzten Zufallsvariablen

Dieses Ergebnis weicht wesentlich von jenem, welches mit einer „einfachen“ Binomialverteilung {\displaystyle B(n=40,p={\tfrac {1}{15}})} berechnet worden wäre, ab. In diesem Fall wäre das Ergebnis {\displaystyle P(X=2,n=40,p={\tfrac {1}{15}})=25{,}19\,\%}.
Aus der Grafik wird ersichtlich, dass die „einfache“ Binomialverteilung {\displaystyle B(n=40,p={\tfrac {1}{15}})} weniger Ergebnisse „zulässt“ als die {\displaystyle BeB(n=40,a=2,b=15)}. Dies geschieht, da man in dem bayesschen Modell nicht vernachlässigt, dass der „wahre“ Anteil an roten Bällen im Grunde unbekannt ist, und somit die Ergebnisse stärker streuen.